# Трамплин (авиация)

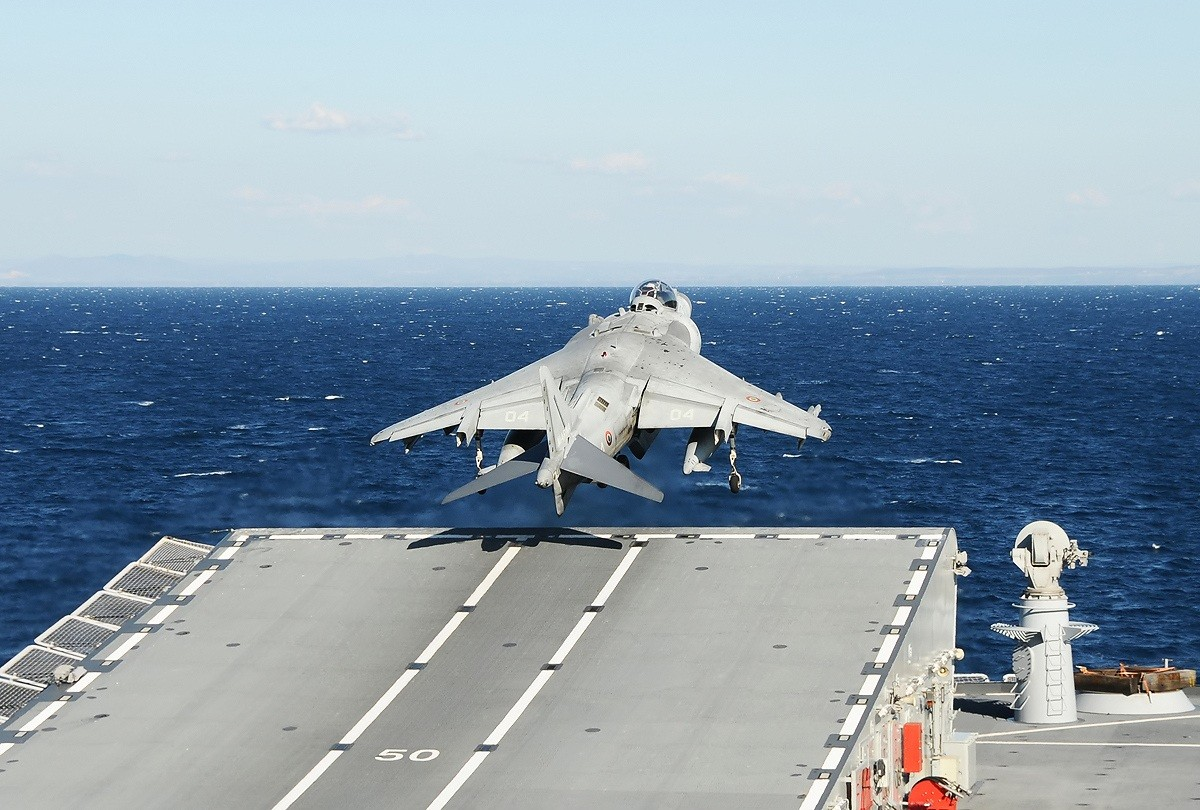
«AV-8B» стартует с авианосца ВМС Италии «Кавур»

Трамплин (в авиации) — наклонная рампа, выгнутая вверх, которая позволяет самолёту взлетать с укороченным разбегом. При использовании трамплина можно достичь отрыва с более низкой скоростью, чем та, которая требуется для взлёта с горизонтальной полосы. Трамплины обычно используются для взлёта самолётов с авианосцев, у которых нет катапульты.
Считается, что первое использование трамплина произошло во время Второй мировой войны, когда на британский авианосец  «Furious» была установлена временная рампа, чтобы облегчить взлёт тяжело нагруженных самолётов «Барракуда», атаковавших немецкий линкор «Тирпиц». В эпоху «холодной войны» эта концепция изучалась как средство сокращения длины полётной палубы будущих авианосцев, а также для облегчения работы в море все более тяжёлых самолётов. Королевский флот проявил интерес к трамплинам в 1970-х годах, проведя серию испытаний в сочетании с недавно разработанным истребителем вертикального или укороченного взлёта «Харриер», и установил трамплины на авианосцы следующего поколения типа «Инвинсибл».
После того, как трамплин доказал свою эксплуатационную ценность, многочисленные военно-морские службы использовали его в своих авианосцах и десантных кораблях, а также в порядке эксперимента — на суше. При использовании трамплина посадка может осуществляться как с помощью аэрофинишёра (укороченный взлёт, посадка с аэрофинишёром, STOBAR), так и средствами вертикальной посадки самого самолёта (укороченный взлёт, вертикальная посадка, STOVL). Среди авианосцев, построенных в последние десятилетия, большинство не оснащены катапультами отчасти из-за снижения стоимости и сложности операций по взлёту с трамплина.

## Принципы

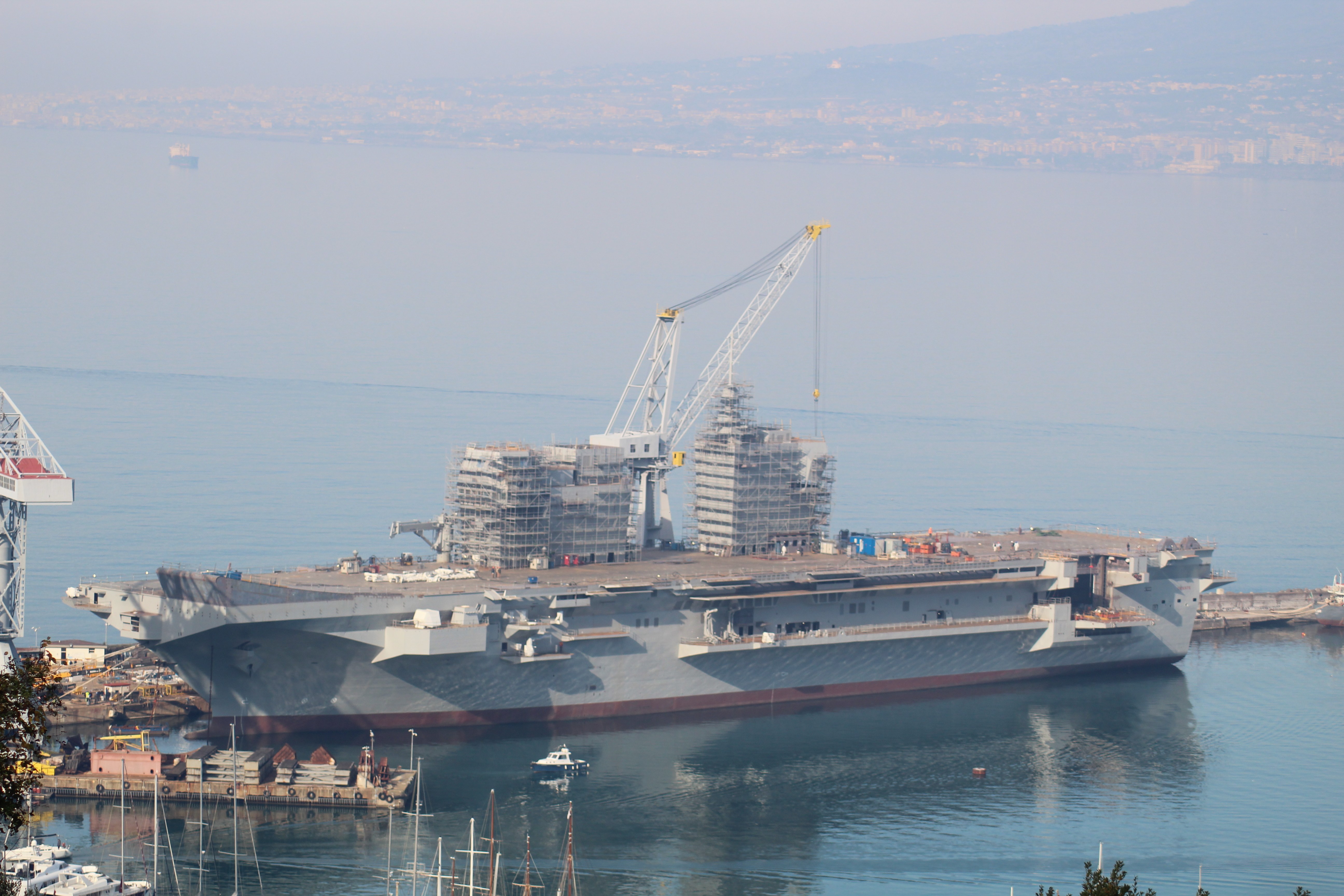
Триест

Самолёт с неподвижным крылом набирает взлётную скорость во время длительного разбега. По мере увеличения скорости крылья создают увеличивающуюся подъёмную силу. На достаточно высокой скорости подъёмная сила превысит вес летательного аппарата, и самолёт станет способным к продолжительному полёту. Если самолёт набирает взлётную скорость, используя только свои собственные двигатели, требуется длинная взлётно-посадочная полоса. Полётная палуба авианосца слишком коротка, чтобы большинство самолётов могли достичь скорости взлёта.
Трамплин в конце полётной палубы отклоняет вектор скорости самолёта на небольшой угол вверх, преобразуя часть поступательного движения самолёта в положительную скорость набора высоты. Поскольку самолёт все ещё движется с недостаточной для взлёта скоростью, он начинает терять высоту, однако взлёт с трамплина даёт самолёту небольшое дополнительное время для продолжения разгона уже в воздухе.
Многие современные авианосцы не имеют катапульты, поэтому тяжёлые самолёты должны взлетать с использованием собственных двигателей. Трамплины позволяют взлетать с более тяжёлой нагрузкой, чем позволяет горизонтальная палуба. Однако трамплин не является полноценной заменой катапульты. Такие самолёты, как F/A18, которые обычно взлетают с катапульты, могут также взлетать с трамплина, однако это возможно  только за счёт уменьшения запаса топлива и/или боевой нагрузки, что отрицательно сказывается на его боеспособности.

## История

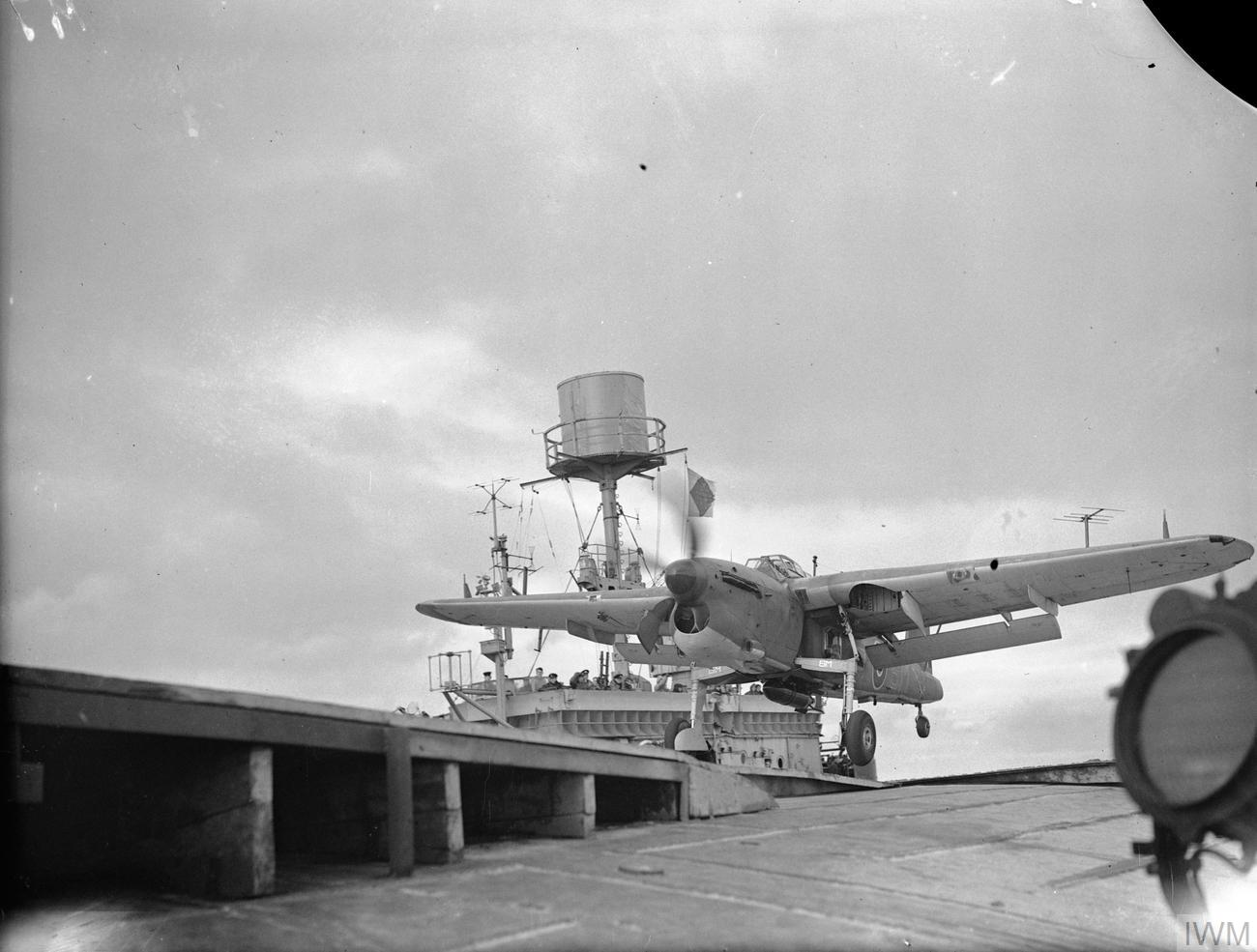
«Барракуда» взлетает с временного трамплина на авианосце «Фьюриэс» в 1944 году. Хорошо видна деревянная опорная конструкция трамплина.

Ранние авианосцы могли запускать самолёты, просто разворачиваясь против ветра и добавляя к скорости самолёта собственную скорость корабля. Во время Второй мировой войны палубные самолёты стали настолько тяжёлыми, что возникла  необходимость в дополнительном оборудовании для ускорения самолёта при взлёте. Палубные катапульты использовались для разгона самолётов до взлетной скорости, особенно при запуске тяжёлых самолётов или когда было неудобно менять курс авианосца. Трамплин был впервые применён в 1944 году, когда британский авианосец «Фьюриэс» нанес удар по немецкому линкору «Тирпиц». Относительно грубый трамплин был временно установлен в конце полётной палубы, что помогло взлететь тяжело нагруженным авиабомбами самолётам  «Барракуда».
В годы, последовавшие за Второй мировой войной, тенденция к увеличению количества тяжёлых палубных самолётов продолжалась, вызывая опасения, что в конечном вес самолётов превысит реальные возможности любой катапульты. Были проведены исследования альтернативных методов содействия взлёту. В исследовании NACA, завершенном в 1952 году, предлагалось ставить трамплин после катапульты.
Британский исследователь Д.Тейлор в своей магистерской диссертации 1973 года предложил использовать трамплин для облегчения взлёта самолётов «Харриер». Его конструкция трамплина с изгибом поначалу была встречена скептически, но официальные лица одобрили испытания этой конструкции. Первые испытания, в которых были опробованы различные углы наклона аппарели, проводились в испытательном авиационном центре RAE Bedford. В качестве самолёта использовался двухместный демонстратор Harrier G-VTOL. Результаты были проверены с помощью компьютерного моделирования. Испытания продемонстрировали, что характеристики улучшаются с увеличением угла наклона трамплина, но проектировщики выбрали минимальный угол, чтобы избежать чрезмерной нагрузки на шасси самолёта.
В 1970-е годы Королевский флот рассматривал возможность строительства крейсера с полной полётной палубой или легкого авианосца и решил использовать в проекте трамплин. Соответственно, авианосцы типа «Инвинсибл» строились с трамплинами, что значительно сокращало расстояние, необходимое «Харриерам» для взлёта, даже при наличии значительной полезной нагрузки. Трамплин оказался относительно дешёвым и простым устройством, состоящим из стальной конструкции без каких-либо движущихся частей. Трамплин был сооружён на первом кораблей в серии, авианосце  «Инвинсибл», когда он строился в Барроу, угол наклона составлял 7º. 30 октября 1980 года летчик-испытатель капитан-лейтенант Дэвид Пул совершил первый взлёт с трамплина в море на самолёте «Харриера». «Илластриэс» также изначально был оборудован пандусом с углом наклона 7°, а на «Арк Ройял» угол был увеличен до 12°, поскольку эта величина была признана оптимальной. Два предыдущих корабля впоследствии были модернизированы и получили трамплины с углом 12°.

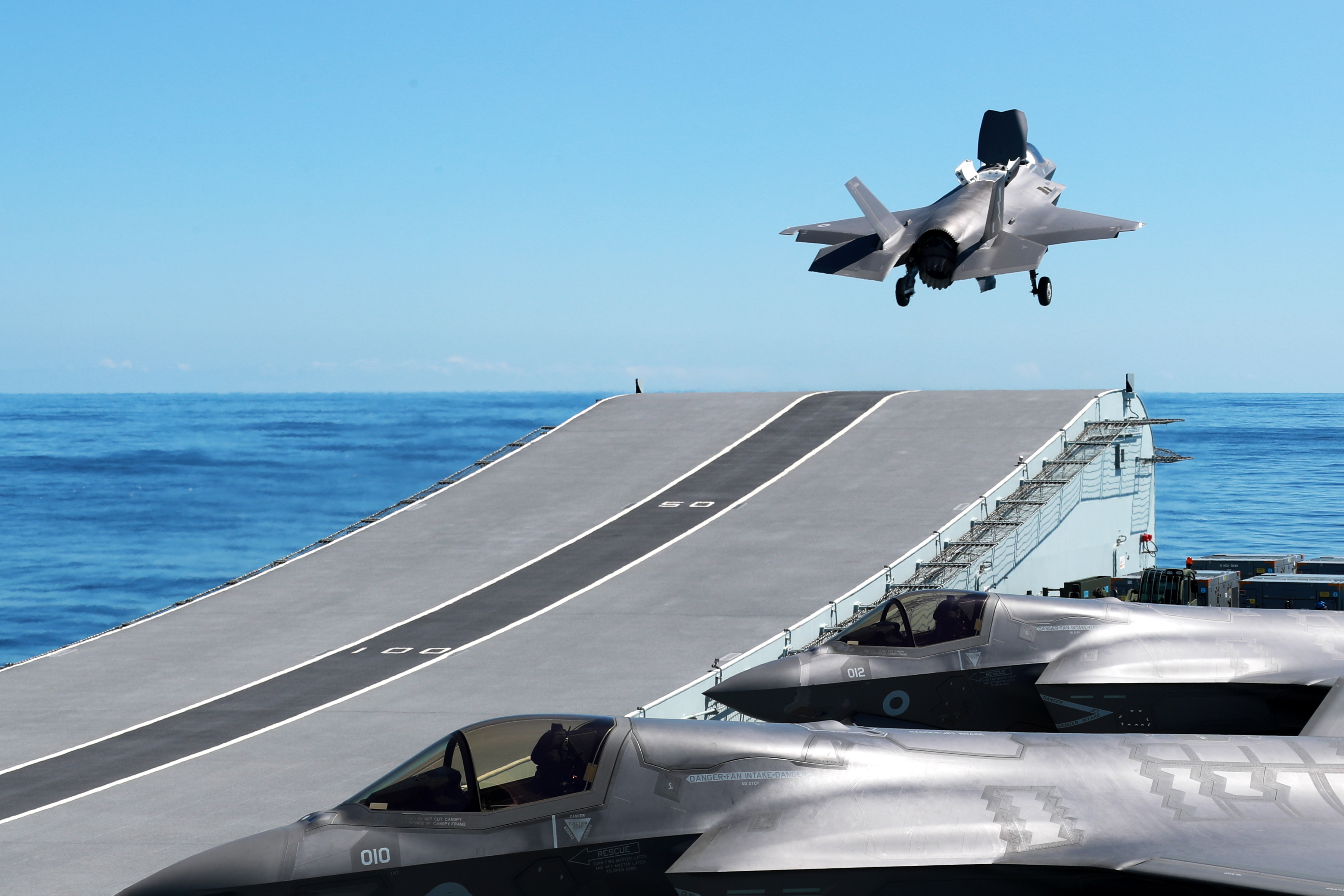
Истребитель F-35 взлетает с авианосца «Куин Элизабет»

После успеха «Харриера» трамплин стал признанным методом запуска самолётов без такого сложного оборудования как катапульта. Поздние модели трамплинов имеют усовершенствования по сравнению с оригинальной конструкцией. Было установлено, что даже относительно небольшие выбоины или дефекты на абсолютно гладкой поверхности вызывают трещины в шасси самолёта. Именно по этой причине Королевский флот ввел более строгие конструктивные допуски в характеристики трамплина авианосцев типа «Куин Элизабет». Современный трамплин можно построить как единую съёмную конструкцию, размещаемую на носовой полётной палубе, а не полностью интегрировать в носовую часть корабля.
Трамплины устанавливаются не только на авианосцы, но и на многочисленные десантные вертолётоносцы, чтобы облегчить эксплуатацию самолётов STOVL. УДК типа «Хуан Карлос» ВМС Австралии и Испании также были оснащены трамплинами. Несколько необычно то, что ВМС США никогда не использовали трамплины на своих десантных кораблях, несмотря на то, что они активно использовались самолётами VSTOL, такими как  «Харриер» и F-35.
К началу двадцать первого века оборудованные трамплинами авианесущие корабли находились на вооружении ВМС Великобритании, Китая, Индии, Италии, России, Испании и Таиланда. После вывода из состава флота бразильского авианосца «Сан-Паулу» в 2017 году США Штаты и Франция остались единственными странами, которые все еще используют авианосцы с катапультами.

## Авианосные операции

### STOBAR

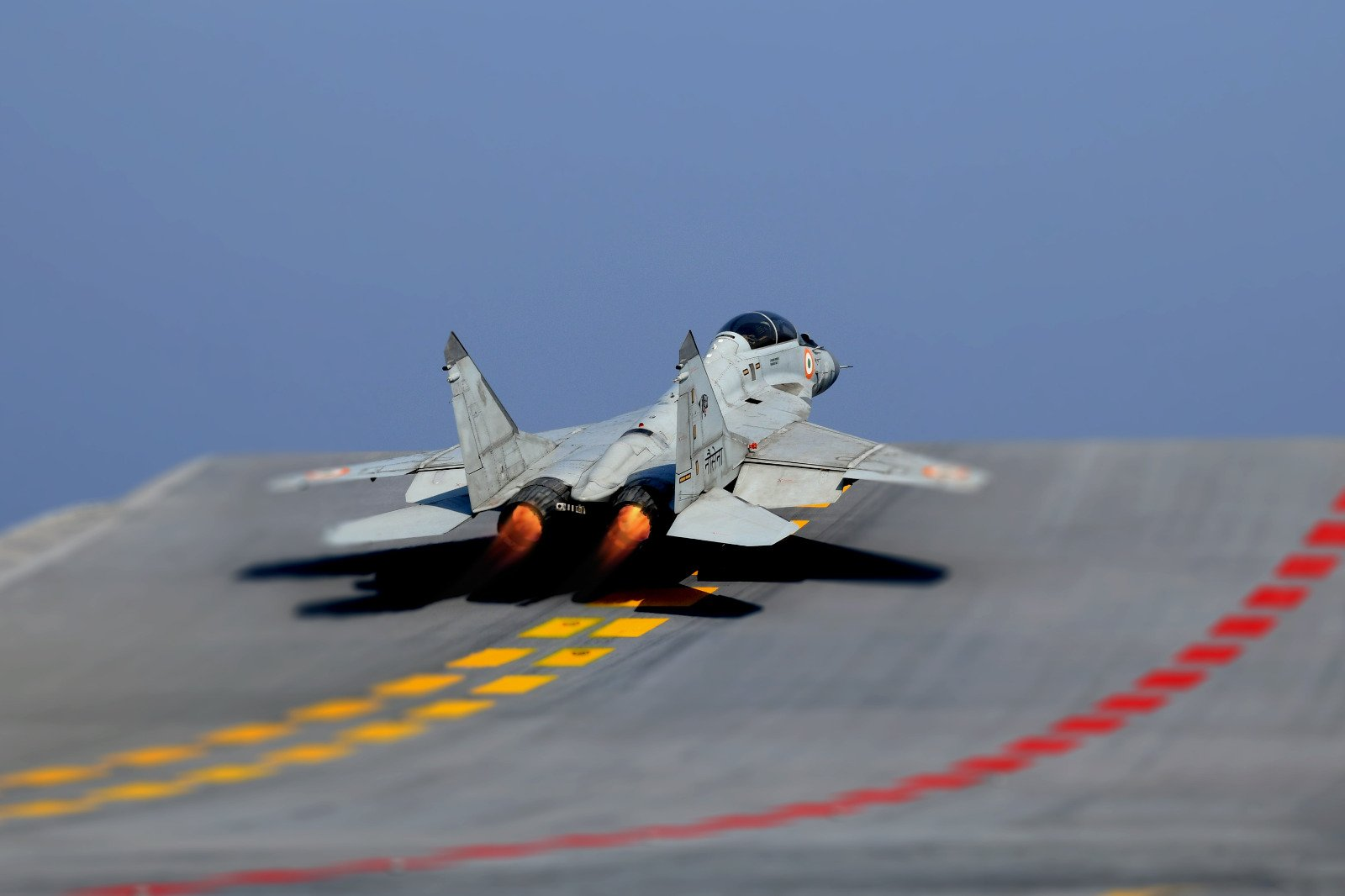
Взлёт МиГ-29К с Индии авианосца «Викрант»

Авианосцы, с которых обычные самолёты взлетают с помощью трамплина, а садятся с помощью аэрофинишёра называются STOBAR (Short Take-Off But Arrested Recovery). Пилот увеличивает тягу самолёта за счёт включения форсажных камер, удерживая самолёт торможением. На палубе авианосца перед шасси поднимаются две панели, обеспечивая неподвижность самолёта. По команде пилот отпускает тормоз; панели из палубы возвращаются в свои гнезда, самолёт начинает двигаться вперёд с максимальной тягой. Преодолев трамплин, самолёт приобретает одновременно горизонтальную и вертикальную составляющую скорости.
МиГ-29 с помощью трамплина авианосца «Кузнецов» может взлетать со скоростью около 130 км/ч вместо обычных 260. Взлётная скорость, однако, зависит от многих факторов, таких, как полная масса.
За исключением США и Франции, все ВМС мира, имеющие авианесущие корабли, вооружённые самолётами, используют для взлёта трамплины.

### STOVL

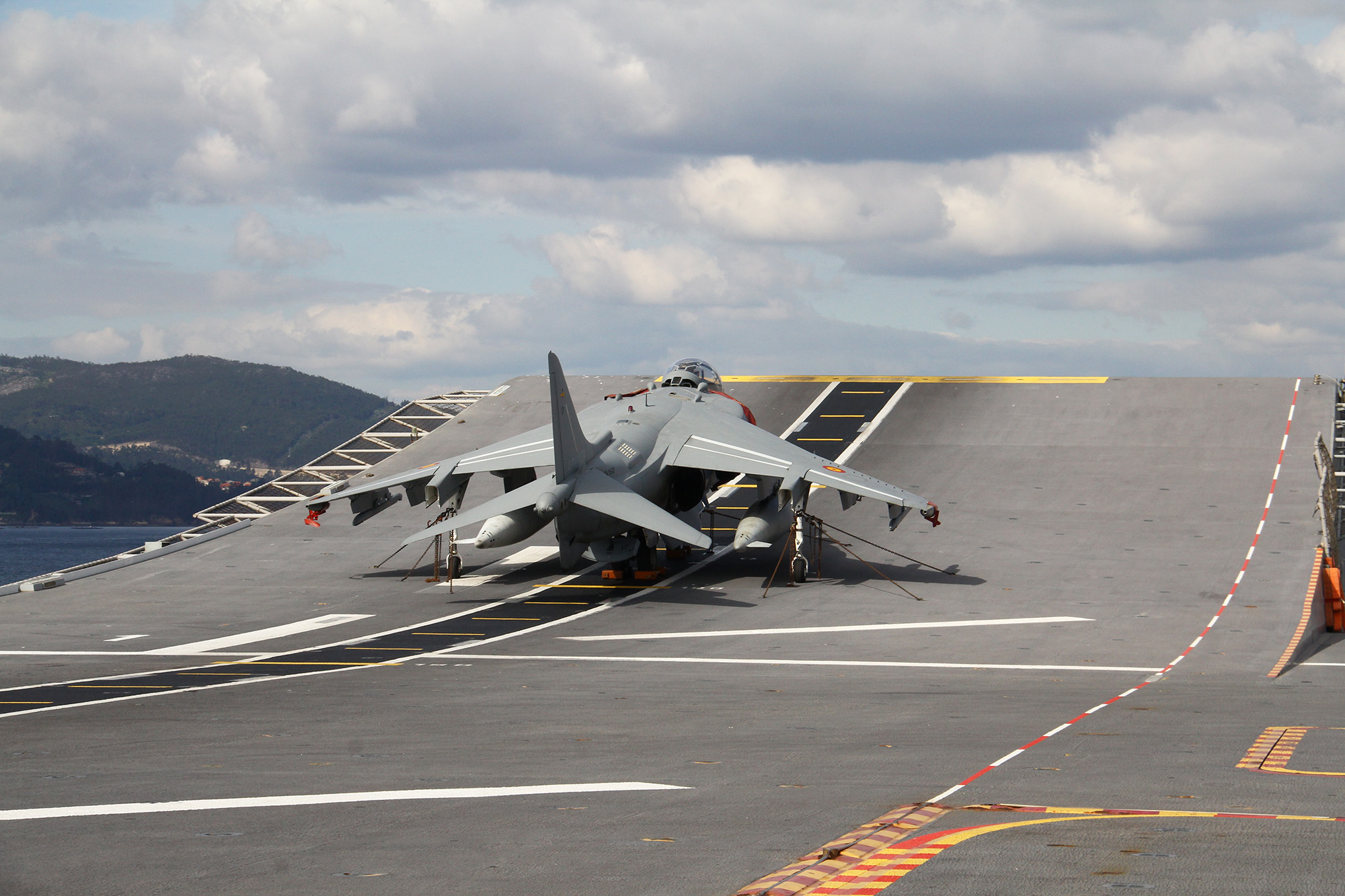
«AV-8B» стартует с авианосца ВМС Испании «Хуан Карлос I»

Авианосцы, рассчитанные на укороченный взлёт и вертикальную посадку называются STOVL (Short Take-Off, Vertical Landing). Самолёты совершают обычный взлёт с пробегом по палубе при максимальной тяге двигателей. Когда самолёт приближается к трамплину, поворотные сопла ориентируются так, чтобы обеспечить одновременно подъемную силу и тягу вперед. Это обеспечивает больший взлётный вес, чем горизонтальный взлёт без посторонней помощи, потому что трамплин обеспечивает вертикальный импульс в момент, когда это наиболее необходимо.
Взлёт с трамплина считается более безопасным, чем взлёт с плоской палубы. Когда «Харриер» стартует с американского LHA, он заканчивает разбег и начинает полёт в 18 метрах выше уровня воды, не имея положительной вертикальной скорости. Используя трамплин, «Харриер» отрывается с положительной вертикальной скоростью и только за счёт инерции поднимается на высоту от 45 до 60 м над водой.
В 1988 самолёты AV-8B Harrier II Корпуса морской пехоты США провели серию испытательных полётов на испанском лёгком авианосце Принсипе де Астуриас (авианосец). Было установлено, что разбег на полной длине 230 м палубы УДК «Тарава» эквивалентен разбегу длиной 90 м с авианосца, оснащённого трамплином с углом наклона 12°. Это резкое улучшение характеристик произвело на специалистов сильное впечатление.

## Наземные операции

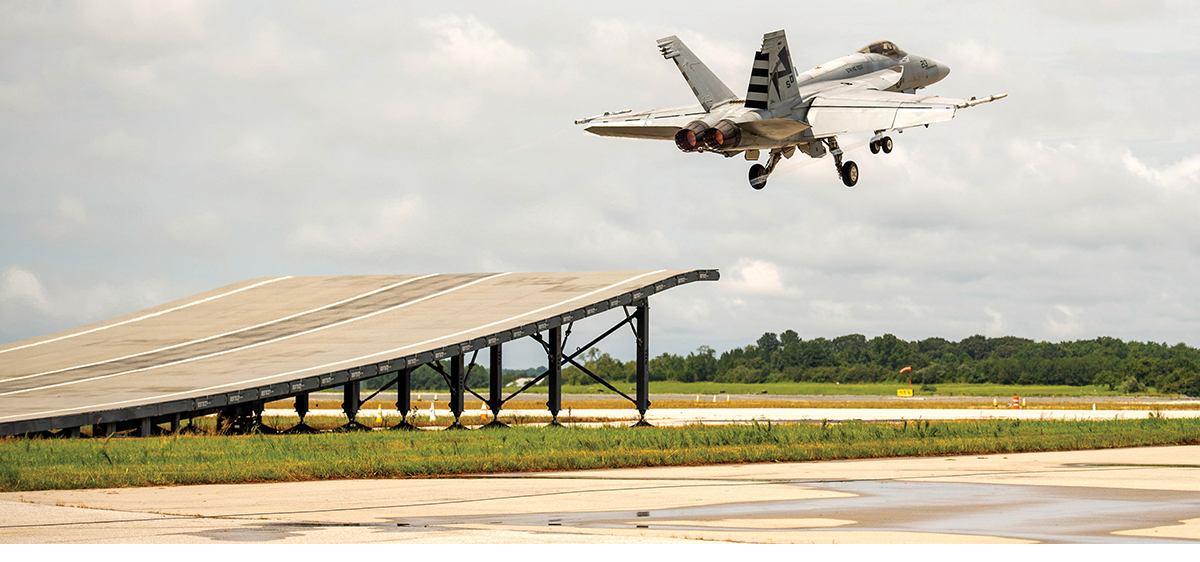
Испытательный взлёт самолёта F/A-18 с трамплина на базе морской авиации Patuxent River

В начале 1990-х годов ВВС США изучали возможность использования трамплинов для базовой авиации; этот подход рассматривался как «возможное решение проблемы недостаточного количества взлётно-посадочных полос в Европе» во время холодной войны. Было определено, что при использовании трамплина с углом вылета 9° расстояние, необходимое для взлёта F/A-18 Hornet, сокращается примерно вдвое.

## Корабли, оснащённые трамплинами
- УДК «Анадолу» (Турция)
- УДК типа «Канберра» (Австралия)
- «Кавур» (Италия)
- «Чакри Нарубет» (Таиланд)
- «Джузеппе Гарибальди» (Италия)
- «Гермес» / «Вираат» (Великобритания / Индия)
- Авианосцы типа «Инвинсибл» (Великобритания)
- УДК «Хуан Карлос I» (Испания)
- «Адмирал Кузнецов» (Советский Союз / Россия)
- «Принсипе де Астуриас» (Испания)
- Авианосцы типа «Куин Элизабет» (Великобритания)
- «Ляонин» (Китай)
- «Шаньдун» (Китай)
- «Триест» (Италия)
- «Викрамадитья» (Индия)
- «Викрант» (Индия)

## Список использованных источников
- Brown, J. D. Carrier operations in World War II. — Seaforth Publishing, 2009. — ISBN 9781848320420.
- Bull, Stephen. Encyclopedia of Military Technology and Innovation. — Westport, Connecticut : Greenwood Publishing, 2004. — ISBN 978-1-57356-557-8.
- Gordon, Yefim. Mikoyan MiG-29. — Hinckley, UK : Midland Publications, 2006. — ISBN 9781857802313.
- Gordon, Yefim. Sukhoi Su-27 Flanker - WarbirdTech Vol 42 :  [англ.]. — Specialty Press, 2006. — ISBN 9781580071963.
- Green, Michael. Aircraft Carriers of the United States Navy. — Pen and Sword, 30 April 2015. — ISBN 9781473854680.
- Hobbs, David. The British Carrier Strike Fleet: After 1945. — Naval Institute Press, 2015. — ISBN 9781612519999.
- Stille, Mark. US Navy Aircraft Carriers 1922-45: Prewar classes :  [англ.]. — Bloomsbury Publishing, 2012. — ISBN 9781780968094.

## Внешние ссылки
- The Ski Jump: Continuing the UK’s Legacy of Carrier Strike Capability via f35.com Архивная копия от 12 ноября 2020 на Wayback Machine
- Schematic of carrier-based aircraft ski-jump takeoff via researchgate.net
- These graphics show the crucial differences between the world's 3 types of aircraft carrier via businessinsider.com